# Ace Combat X: Skies of Deception
Ace Combat X: Skies of Deception (яп. エースコンバットX スカイズ・オブ・デセプション э:су комбатто эккусу сукайдзу обу дэсэпусён) — видеоигра серии Ace Combat в жанре аркадного авиасимулятора, выпущенная в 2006 году. Является первой игрой франшизы, изданной для PlayStation Portable, и второй для портативной игровой системы.

## Сюжет
Федеративная Республика Аурелия — мирное государство, находящееся на самом южном конце Осейского континента. С мягким климатом и большими природными ресурсами, Аурелия на протяжении многих десятилетий избегала войн и конфликтов.
Однако в 2020 году, северо-восточное соседнее государство, Демократическая Республика Лизат, под управлением генерала Диего Гаспара Наварро вторглась в Аурелию под предлогом возмездия, декларируя тем, что это был ответ на предполагаемую поддержку Аурелией врагов режима Наварро во время гражданской войны — то, что по версии самой Аурелии, было лишь гуманитарной помощью бедствующим гражданам Лизата. Аурелия была не готова к вторжению и за десять дней была практически вся захвачена и немаловажную роль в этом сыграло применение Лизатом сверхмощного оружия — воздушной крепости «Глейпнир».
Истинной же причиной вторжения было желание Наварро заработать миллионы и расширить рынок по продаже оружия и создание с дальнейшим испытанием в бою и продажей «непревзойдённого оружия», нового истребителя, известного под названием «Фенрир».
На последней не захваченной войсками Лизата аурелийской авиабазе «Обри», остатки аурелийских войск приготовились дать очередной бой вторгшимся силам Лизата. На переднем крае этого крестового похода оказались остатки ВВС Аурелии, среди которых был пилот с позывным Грифус Один, командир остатков эскадрильи «Грифус», чей самолёт украшало изображение грифа и созвездия Южный Крест, в честь которого Грифус 1 позже получил своё прозвище «Южный Крест» (военные Лизата дали ему прозвище «Немезида»). Грифусу 1 предстояло стать последней надеждой Аурелии в деле освобождения своей страны и восстановления мира.

## Игровой процесс
Игроку отводится роль пилота в эскадрилье «Грифус» ВВС Аурелии. Игра также поддерживает режим беспроводной многопользовательской игры с участием до 4 игроков одновременно. Многопользовательская игра имеет два режима: совместный бой против 2-6 управляемых компьютером противников или бой игроков друг против друга. Последний режим подразделяется на бой «до последнего выжившего», бой «на очки», штурм/оборону аэродрома, «превосходство в воздухе», «захват маячка», и сопровождение.
Из-за ограниченного количество кнопок на PSP в данной версии игры управление звеном недоступно. Управление в игре просто и интуитивно, однако для опытных игроков существует режим продвинутого управления. По достижении определённых условий игрок может выбрать один из четырёх вариантов раскраски для каждого доступного самолёта. В режиме кампании игрок может открыть улучшения для некоторых самолётов, влияющие на их ТТХ: например, сопла с управляемым вектором тяги, дополнительные аэродинамические плоскости или более мощные двигатели. За достижения в режимах одиночной кампании и многопользовательской игры выдаются медали. Выдаются они и в аркадном режиме, называемом в игре «свободной миссией».
За уничтожение противника и выполнение заданий игроки получают очки-деньги. Очки также выдаются за выполнение задания сверх требуемого, а также за быструю посадку и/или дозаправку в воздухе.
В игре есть четыре уровня сложности: Простой, Средний, Сложный и открываемый по прохождении игры «Ас». Уровень сложности влияет на количество самолётов противника на карте, их меткость, живучесть, а также на прочность самолёта игрока. На уровне сложности «Ас» попадание одной ракеты противника наносит стандартно защищенному самолёту 95 % повреждения, если не разрушает его полностью, тогда как на легкой сложности такое попадание наносит всего 20 % повреждений.
Кампания в игре нелинейна, в ней есть три точки ветвления, ведущие сюжет по разным путям. Самая длинный вариант кампании включает в себя все 17 миссий игры, тогда как самый короткий — всего 10. Количество присуждаемых наград зависит от количества миссий в пройденной кампании.
Большинство миссий построено по принципу простого поиска и уничтожения противника за ограниченное время. Единственным отличием является то, какие цели приходится уничтожать: воздушные или наземные. Также игровой процесс разнообразят такие факторы, как:
- Сопровождение — игрок должен защитить союзника от уничтожения противником;
- Ограничения на режимы полета — ограничение по высоте или скорости полета;
- Помехи — радар и система наведения игрока работают с ограничениями или отключены;
- Штурмовка базы — игрок должен штурмовать и уничтожить вражеские укрепления.

Во время некоторых миссий игрок может столкнуться с двумя или более вышеприведенными факторами.

## Восприятие
| Сводный рейтинг    | Сводный рейтинг |
| Агрегатор          | Оценка          |
| ------------------ | --------------- |
| GameRankings       | 76,23 %         |
| Metacritic         | 75/100          |
| Иноязычные издания |                 |
| Издание            | Оценка          |
| Eurogamer          | 5/10            |
| GameSpot           | 8,2/10          |
| GamesRadar+        | [ 6 ]           |
| GameZone           | 8,5/10          |
| IGN                | 8,7/10          |
| Jeuxvideo.com      | 15/20           |
| Pocket Gamer       | [ 10 ]          |
| VideoGamer         | 6/10            |

Ace Combat X: Skies of Deception получила в основном положительные отзывы критиков. По данным сайта-агрегатора Metacritic, средняя оценка игры составляет 75 баллов из 100.